# Михайлова, Ольга Алексеевна
О́льга Алексе́евна Миха́йлова (род. в 1953, город Углеуральск Молотовской области) — российский лингвист, доктор филологических наук, педагог, профессор филологического факультета Уральского государственного университета им. А. М. Горького.

## Биография
Выпускница филологического факультета УрГУ (1976). Работала учителем в средней школе, затем преподавателем, заведующей кафедрой русского языка и методики его преподавания в начальной школе Свердловского государственного педагогического института.
С 1989 года работает в Уральском университете, с 1997 года заведует кафедрой риторики и стилистики русского языка.

## Научная и преподавательская деятельность
Ученица профессора Э. В. Кузнецовой. Принадлежит к Уральской лексикологической школе. Область научных интересов — семантика лексических и синтаксических единиц языка. Кандидатская диссертация (1985) посвящена лексическому значению русского глагола. В 1998 г. защитила докторскую диссертацию «Ограничения в лексической семантике русского слова». О. А. Михайловой опубликовано более 60 научных работ в области семантики, лексикологии, лексикографии, стилистики русского языка.
Активно занимается научно-методической работой, являясь одним из разработчиков программы по русскому языку и культуре речи для студентов нефилологических специальностей. О. А. Михайлова — один из авторов учебных пособий «Коммуникативный русский язык», «Шаги к искусной речи».

## Основные работы
- Ограничения в лексической семантике: семасиологический и лингвокультурологический аспекты. Екатеринбург, 1998;
- Русский язык для студентов-нефилологов. М., 1997; 2-е изд. М., 1999 (в соавторстве).